# Матаиапо
Матаиапо (mataiapo или mata'iapo) — наследственный титул вождя на Островах Кука. Глава подчинённого племени, подчиняющийся арики (верховному вождю) в отношении всего племени и обязанный ему традиционной преданностью, но в остальном в значительной степени независимый как глава своей собственной семейной группы и владеющий землей самостоятельно. 
В наше время они по-прежнему уважают арики и помогают в вопросах, касающихся земли, традиционных церемоний и т. д. В дохристианские времена матаиапо традиционно назначались арики и получали свои титулы в знак признания храбрости в войне или службы арики. С их титулами приходит земля и уважение.
Арики проводят с матаиапо огромные церемонии, которые проводятся и по сей день. Важным актом церемонии является то, что матаиапо кусает ухо целиком жареной свиньи (обычно самой большой в деревне), и это сразу указывает на то, что человек стал матаиапо.
После прибытия европейских миссионеров женщинам разрешили носить титулы арики, матаиапо и рангатира. Последние являются подчинёнными, и в древние времена обычно были братьями или сёстрами арики.